# تارا اسنایدر
 تارا اسنایدر (انگلیسی: Tara Snyder؛ زاده ۲۶ مهٔ ۱۹۷۷) یک تنیس‌باز اهل ایالات متحده آمریکا است.